# 1972年夏季残疾人奥林匹克运动会南非代表团
1972年夏季残疾人奥林匹克运动会南非代表团是南非派出的1972年夏季残疾人奥林匹克运动会代表团。获得16枚金牌、12枚银牌和13枚铜牌。